# إرنست ستونمان
إرنست ستونمان (بالإنجليزية: Ernest Stoneman)‏ هو كاتب أغاني وموسيقي ومغني أمريكي، ولد في 25 مايو 1893 في فرجينيا في الولايات المتحدة، وتوفي في 14 يونيو 1968.

## وصلات خارجية
- إرنست ستونمان على موقع IMDb (الإنجليزية)
- إرنست ستونمان على موقع الموسوعة البريطانية (الإنجليزية)
- إرنست ستونمان على موقع ميوزك برينز (الإنجليزية)
- إرنست ستونمان على موقع أول ميوزيك (الإنجليزية)
- إرنست ستونمان على موقع ديسكوغز (الإنجليزية)